# Willem van de Velde cel Tânăr
Willem van de Velde cel Tânăr (n. 18 decembrie 1633, Leiden, Comitatul Olanda, Provinciile Unite – d. 6 aprilie 1707, Greenwich, Regatul Angliei) a fost un pictor neerlandez de peisaje marine, fiul lui Willem van de Velde cel Bătrân, care era specializat și el în arta maritimă. Fratele său, Adriaen van de Velde, a fost pictor peisagist.

## Biografie
Willem van de Velde a fost botezat la 18 decembrie 1633 în Leiden, Olanda, Republica Olandeză. A fost instruit de tatăl său și, în jurul anului 1650, de Simon de Vlieger, un pictor de peisaje marine de renume la acea vreme, care lucra în jurul orașului Weesp. De asemenea, a fost influențat de lucrările artistului olandez Jan van de Cappelle, care a excelat în pictarea cerurilor înnorate, norii fiind adesea reflectați în apele calme.
Willem a fost căsătorit de două ori. El s-a căsătorit mai întâi, în 1652, cu Petronella Le Maire, originară din Weesp, dar care a divorțat. La acea vreme, el locuia la Buitenkant având probabil vedere la port și la amiralitatea din Amsterdam; din 1655 unul din vecinii săi a fost Michiel de Ruyter. În 1656 s-a căsătorit cu Magdalena Walravens, fiica unui căpitan. Cuplul a avut patru copii, iar ultimul a fost botezat la Zuiderkerk în 1674. A dobândit o mare celebritate prin arta sa înainte de a ajunge la Londra.

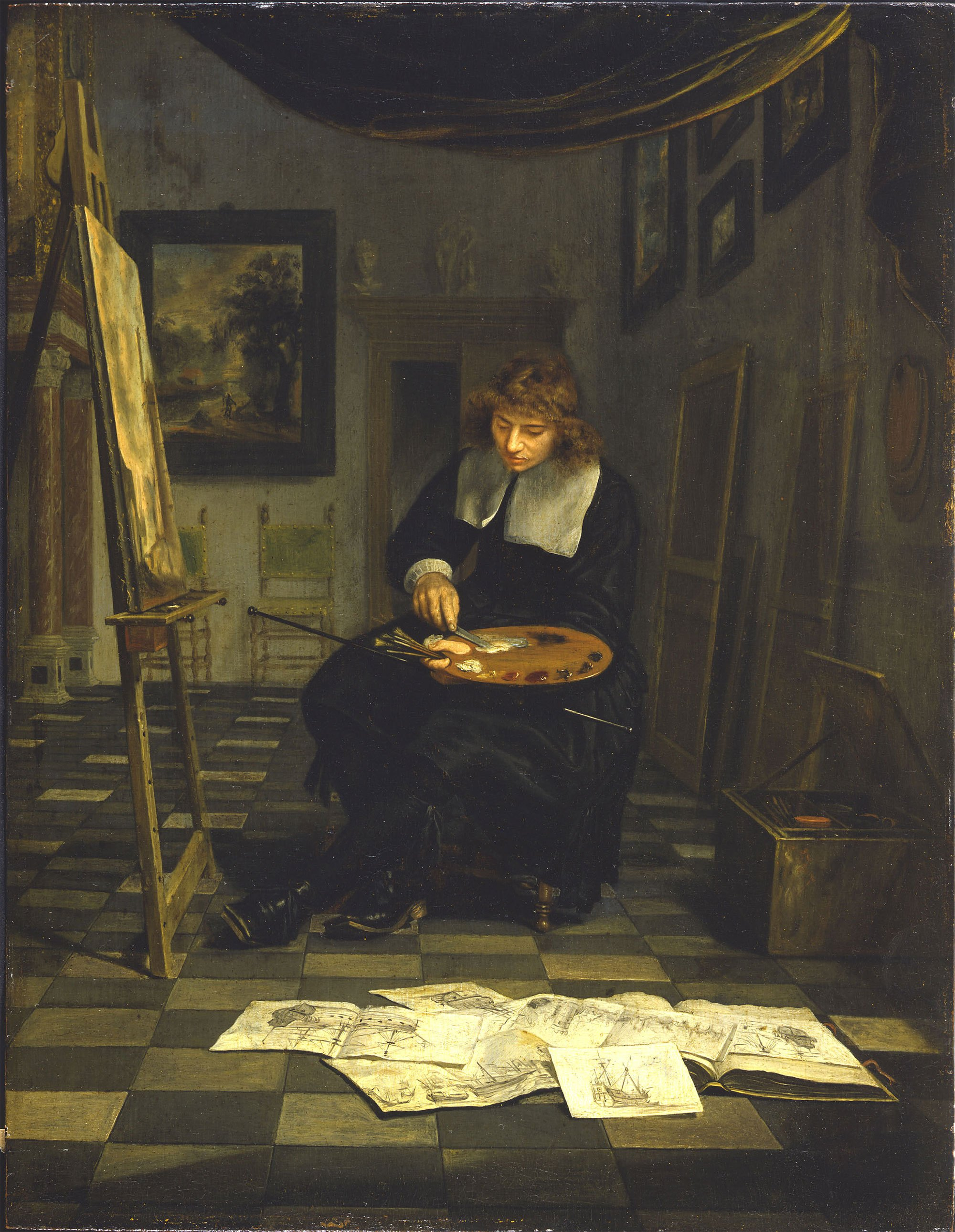
Portretul lui Van de Velde în atelierul său de Michiel van Musscher

Tânărul Van de Velde a colaborat cu tatăl său, un desenator experimentat, care a pregătit studii ale bătăliilor, evenimentelor și peisaje marine în alb-negru (picturi cu cerneală), în timp ce fiul a folosit vopsele în ulei. Tatăl și fiul au fost alungați din Țările de Jos d condițiile politice și economice care au rezultat în urma războiului cu francezii și s-au mutat în Anglia. Aici au fost angajați de Carol al II-lea, amândoi cu un salariu de 100 de lire sterline, cel Tânăr pentru a-și ajuta tatăl să „lucreze și să facă schițe de lupte pe mare”, partea lui din lucrări fiind aceea de a reproduce în culori desenele bătrânului Van de Velde. De asemenea, a fost patronat de Ducele de York și de diverși membri ai nobilimii.
A murit la 6 aprilie 1707 la Westminster, Anglia, și a fost înmormântat la Biserica St James, Piccadilly . În biserică se află un memorial pentru el și tatăl său.

## Lucrări
Majoritatea celor mai frumoase lucrări ale lui Van de Velde reprezintă vederi din largul coastelor Olandei, cu nave olandeze. Cele mai bune producții ale sale sunt delicate, sprintene și finisate în ceea ce privește manipularea, precum și corecte în desenarea navelor și a echipajului acestora. Numeroasele figuri sunt prezentate în mod sugestiv, iar artistul reușește să redea cu succes marea, fie că este calmă sau furtunoasă. Navele sunt reprezentate cu o acuratețe aproape fotografică și sunt cele mai precise ghiduri disponibile pentru aspectul navelor din secolul al XVII-lea.
Colecții substanțiale de picturi și desene ale lui Van de Velde sunt deținute la National Gallery, National Maritime Museum și Wallace Collection, toate la Londra; Rijksmuseum din Amsterdam; și Galeria Națională de Artă din Washington, DC.

## Galerie

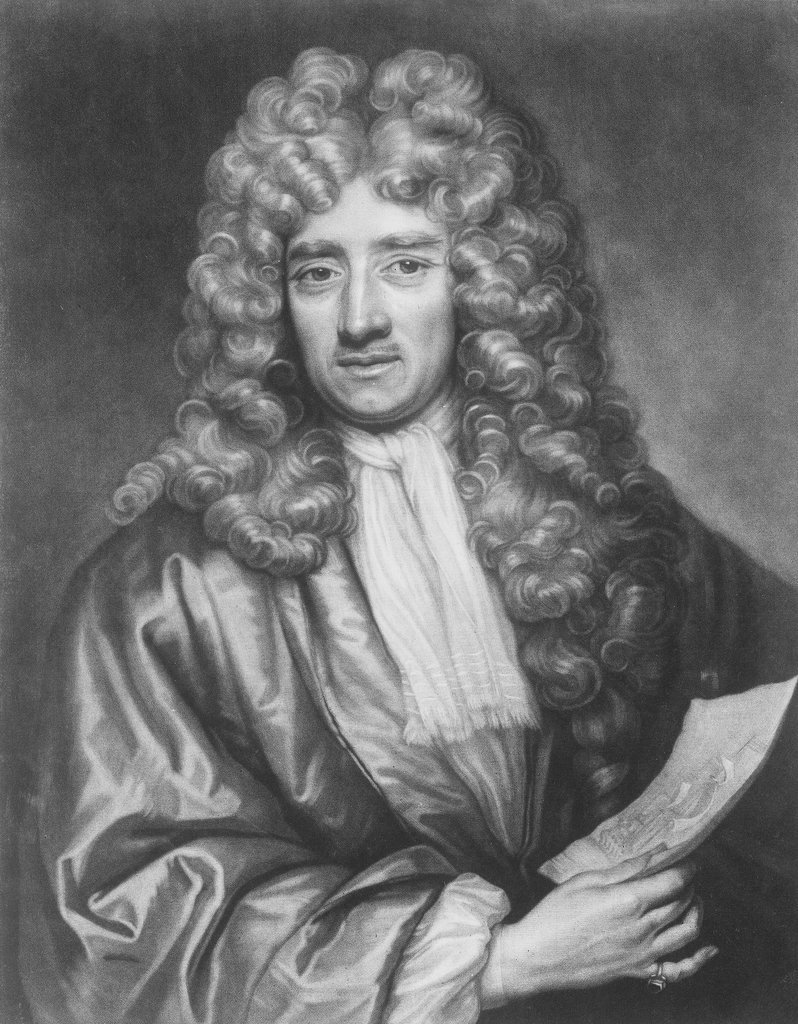
Portretul lui van de Velde, de Godfrey Kneller
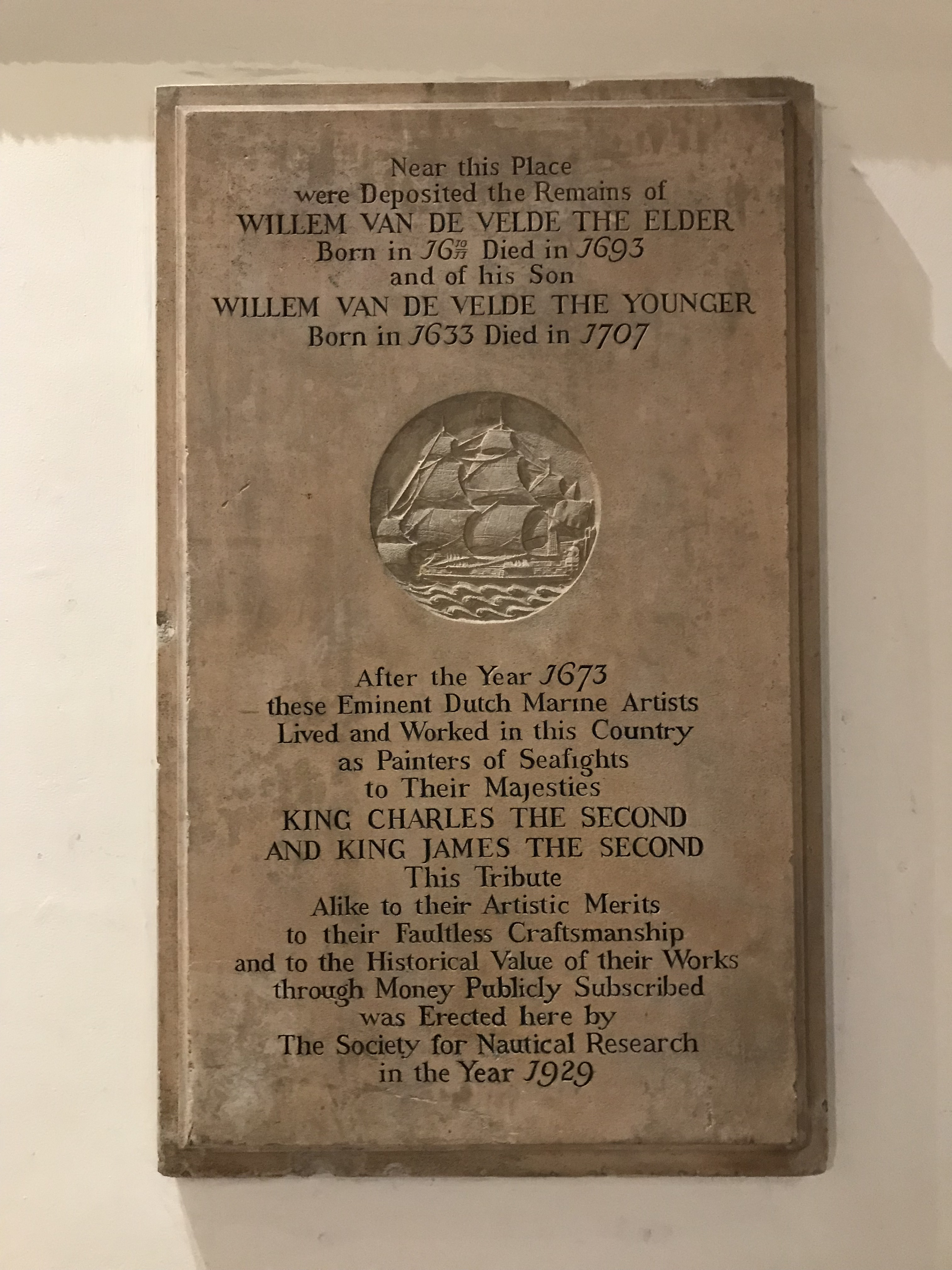
Un memorial pentru Willem van de Velde cel Bătrân și cel Tânăr în Biserica St James, Piccadilly.
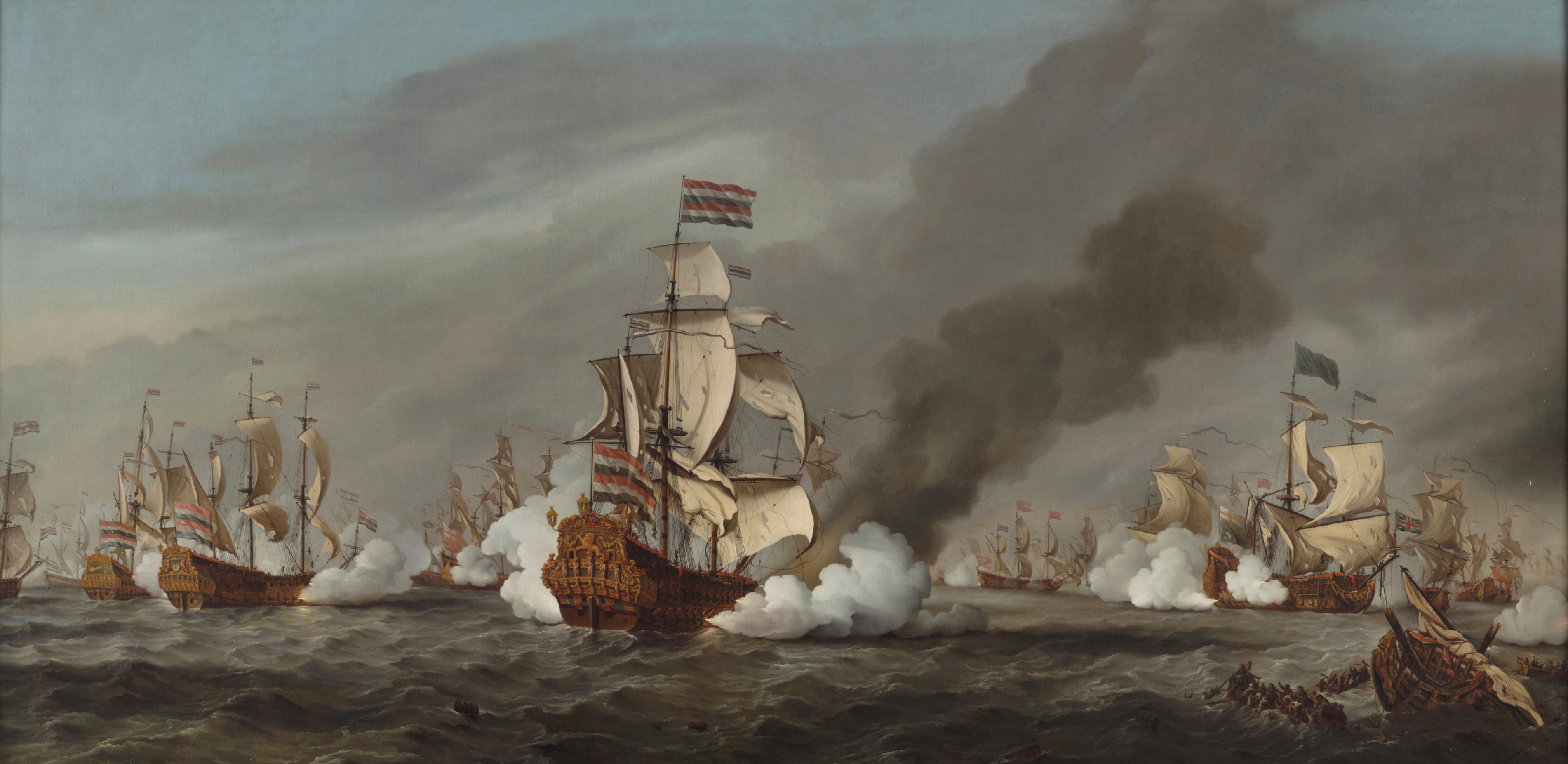
Bătălia de la Texel, pictată în 1687
Arderea lui Royal James în bătălia de la Solebay
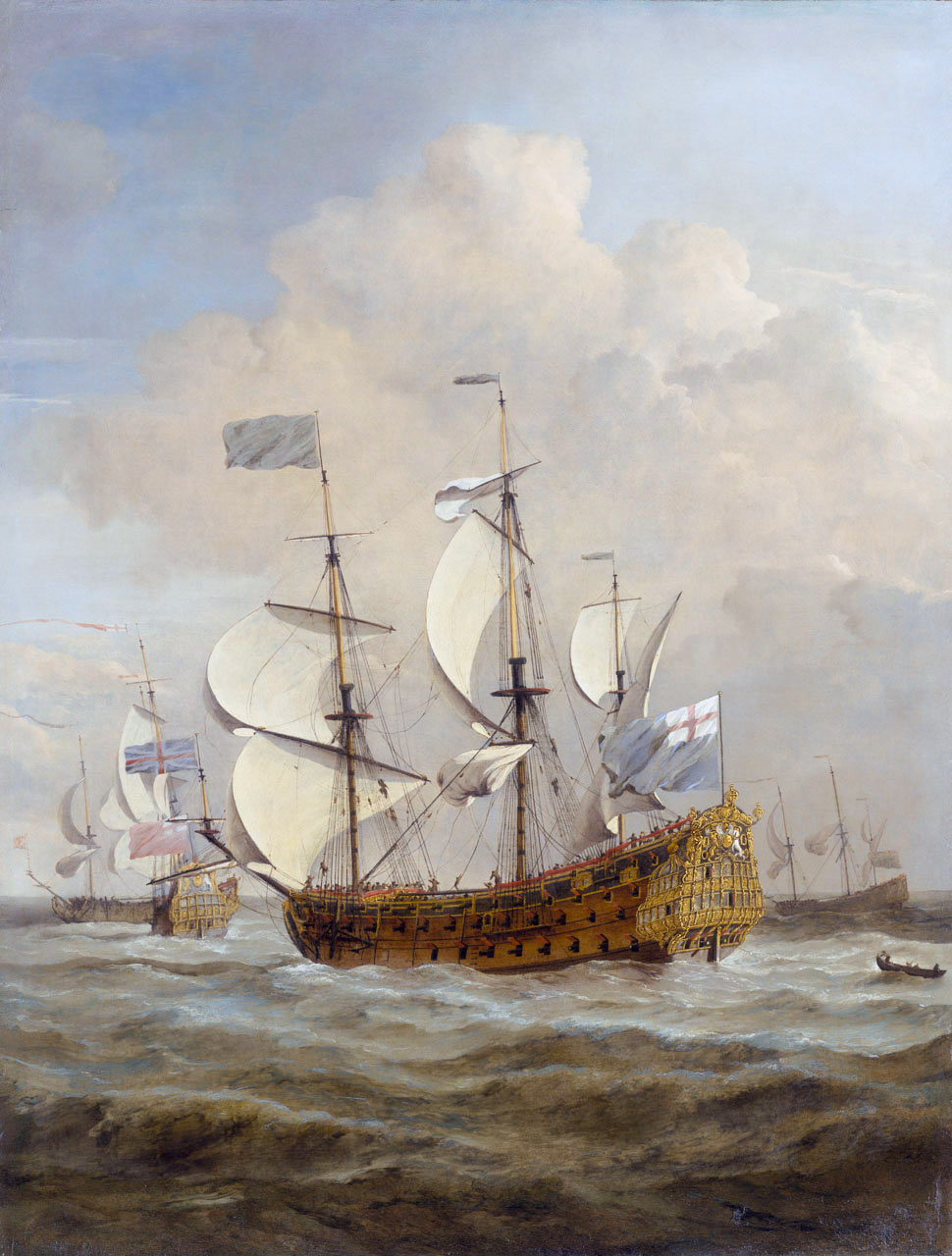
HMS St Andrew pe mare într-o briză moderată, pictat c. 1673
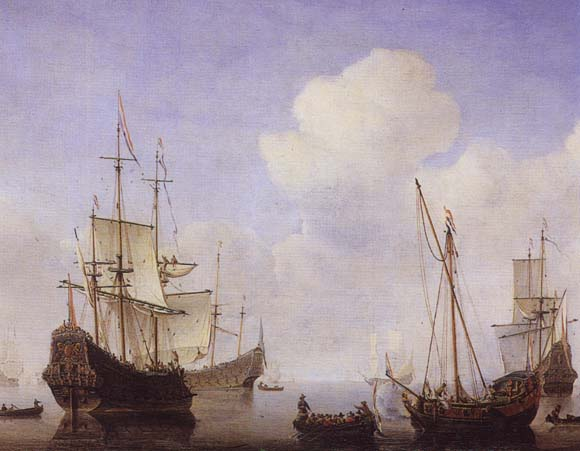
Nave care stau liniștite la ancoră c. anii 1670
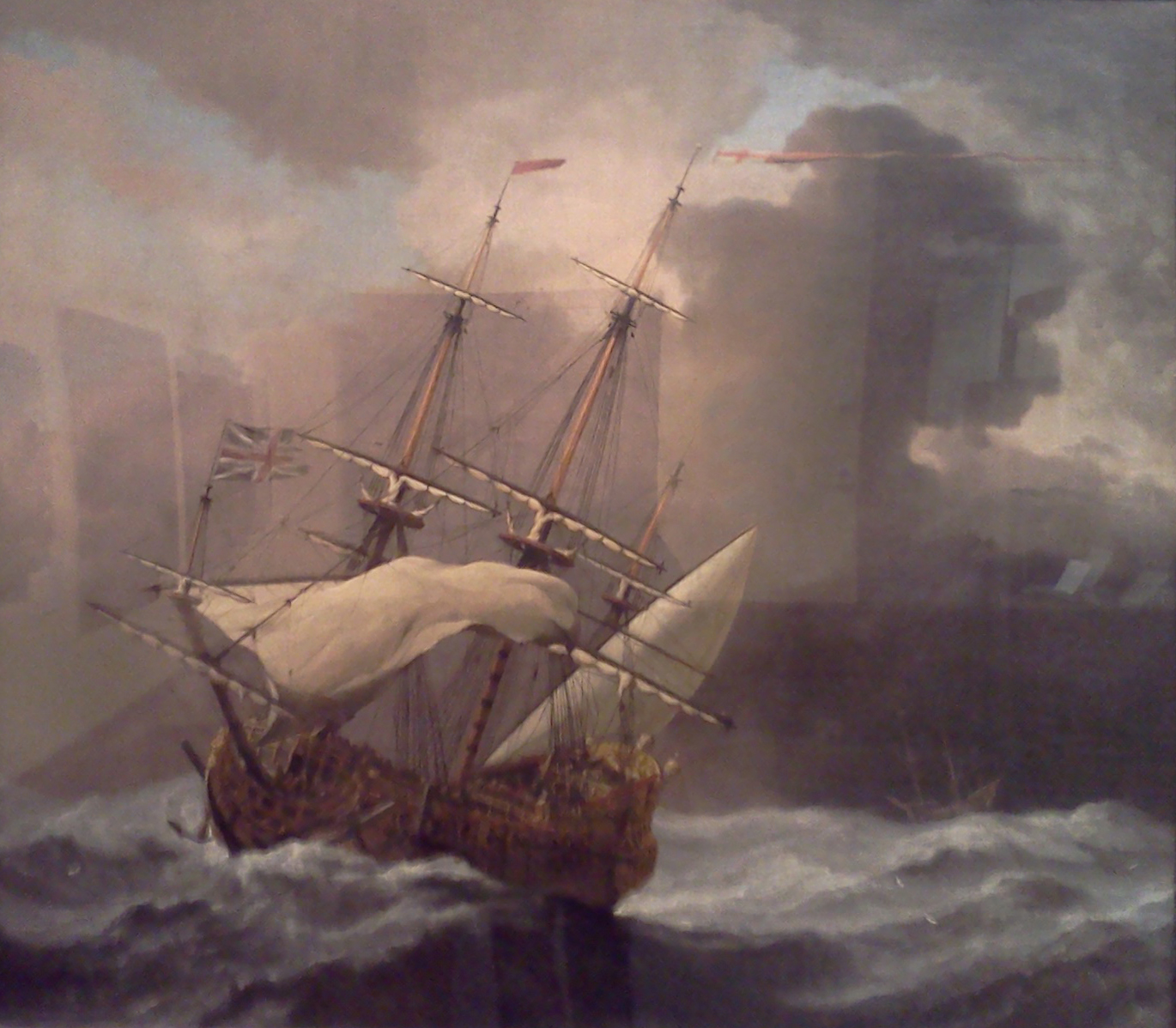
Nava engleză Hampton Court într-o furtună c. anii 1680
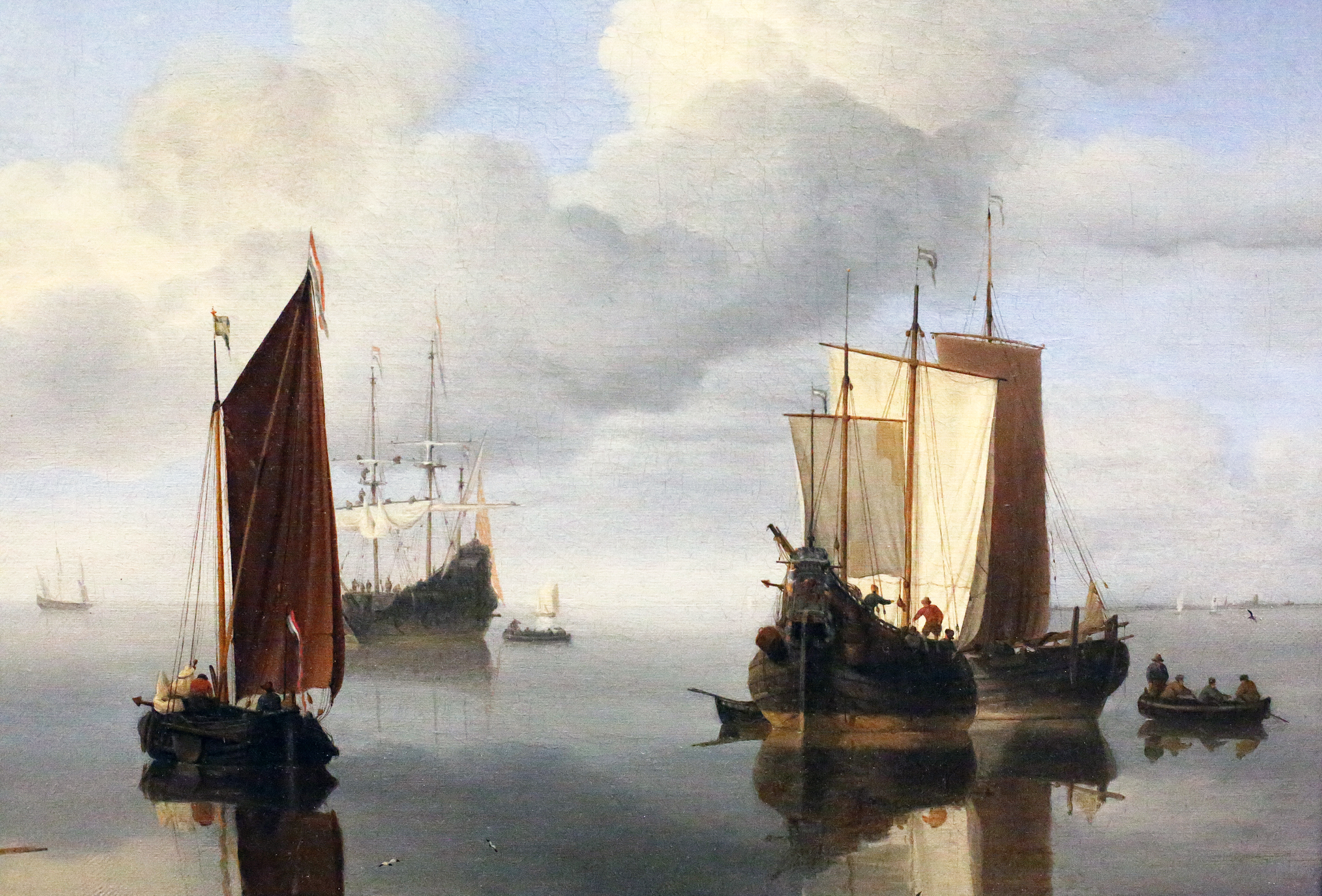
Calm: Bărci de pescuit cu vele c. 1655-60
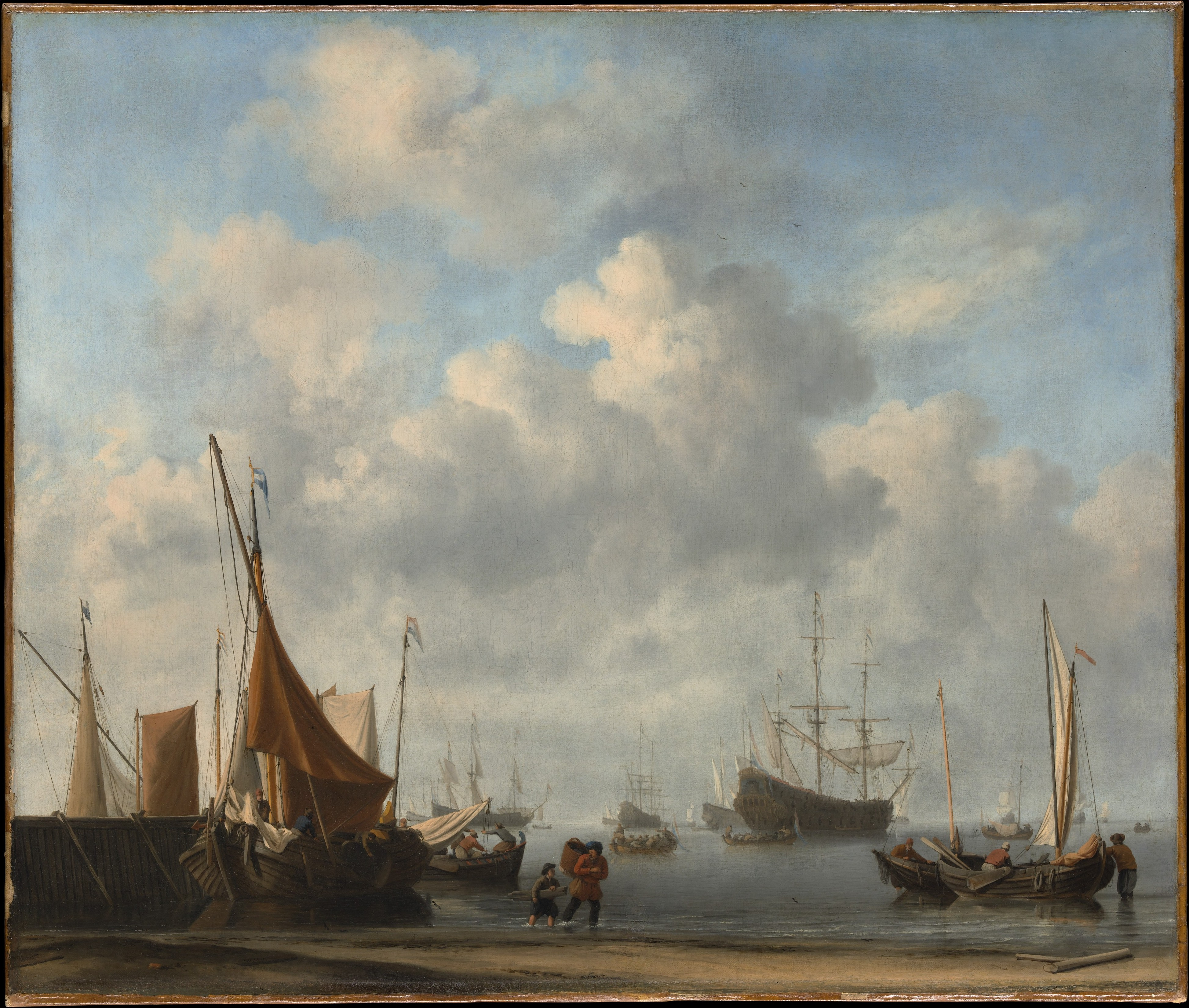
Intrarea într-un port neerlandez, c. 1665, Metropolitan Museum of Art
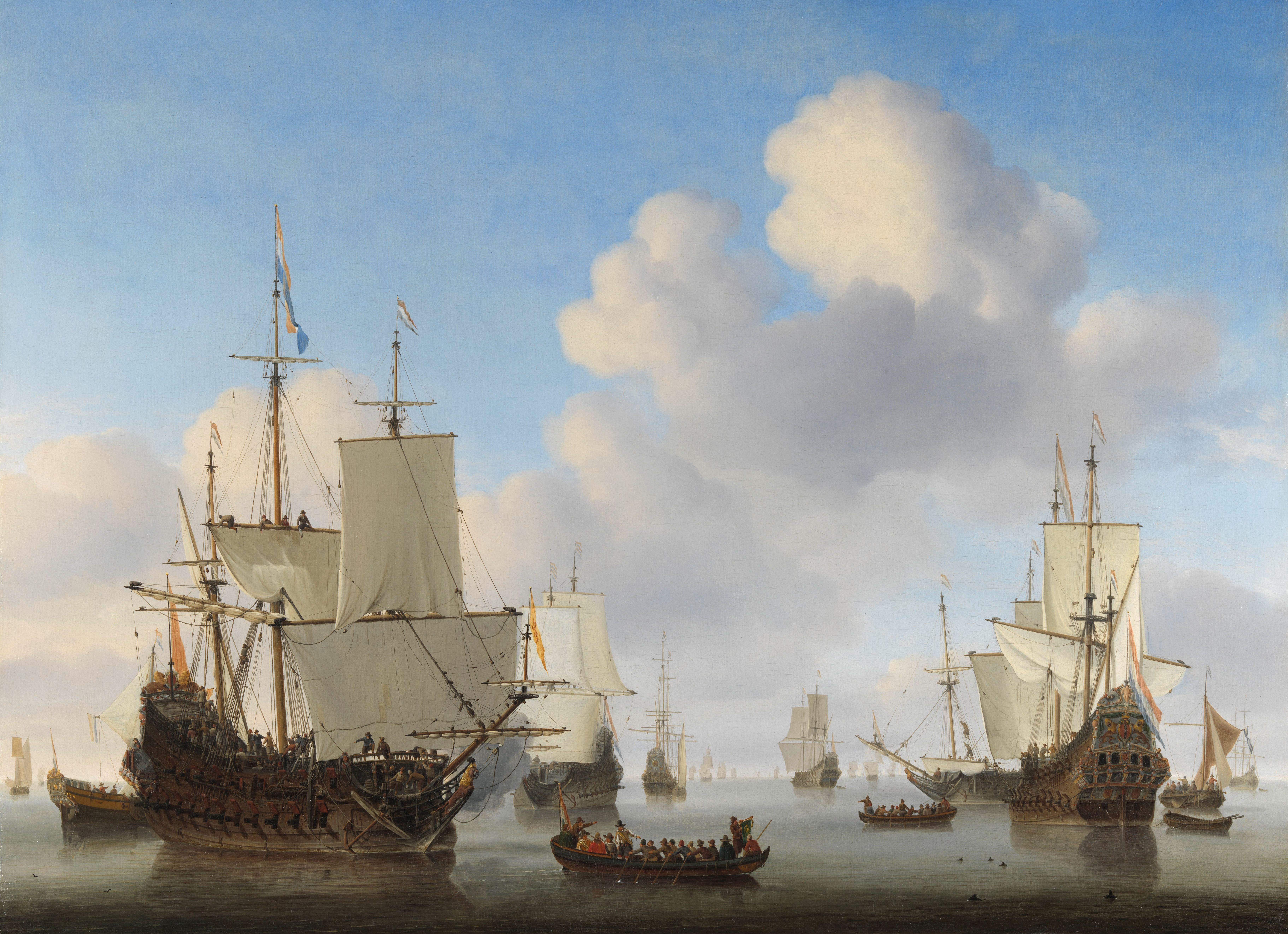
Nave neerlandeze pe o mare calmă, c. 1665, Rijksmuseum
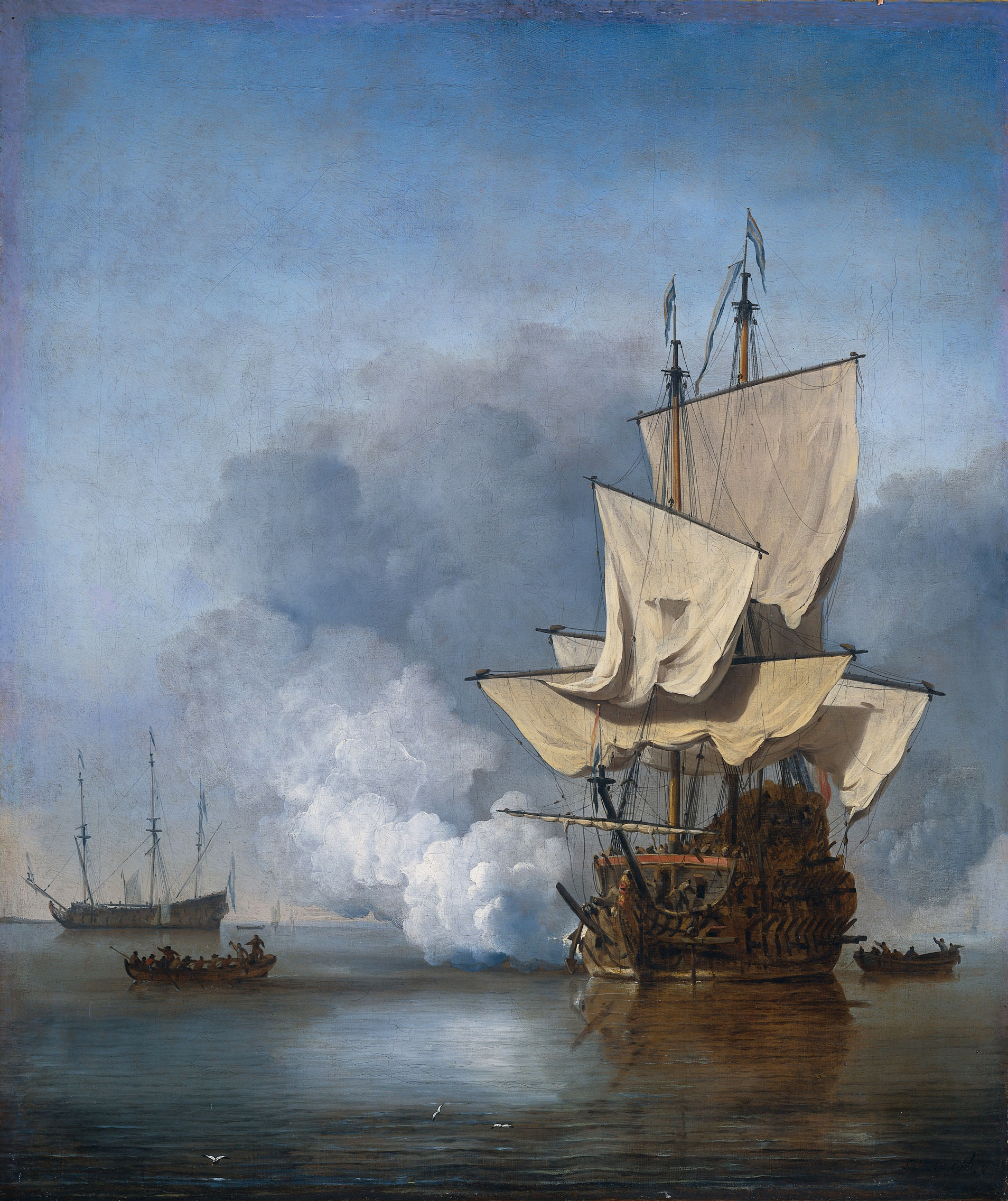
Lovitură de tun
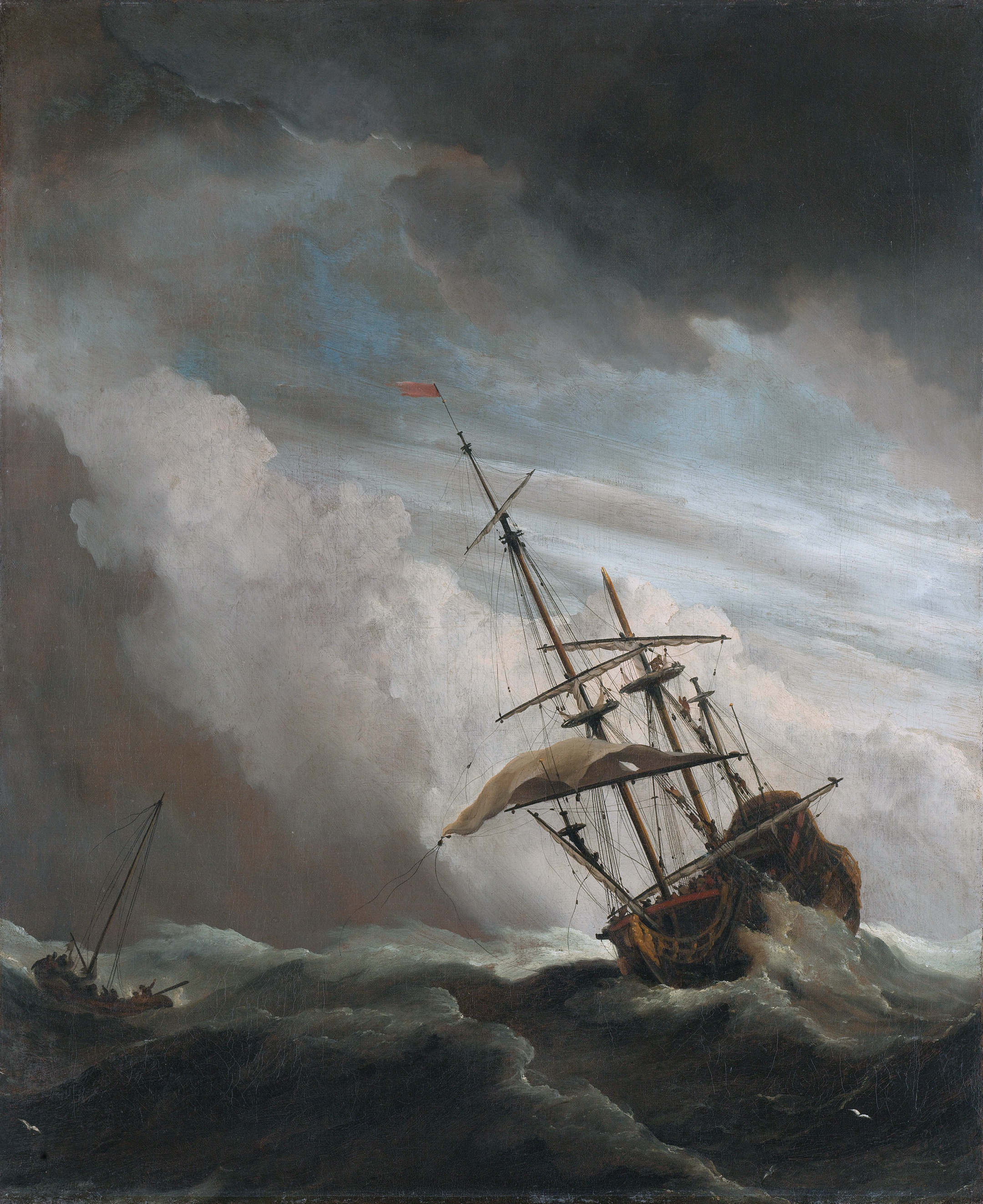
Rafala (c. 1680), în colecția Rijksmuseum